# Route du Point-du-Jour-à-Suresnes
La route du Point-du-Jour à Suresnes est une voie située dans le 16e arrondissement de Paris, en France.

## Situation et accès
Elle se trouve dans le bois de Boulogne.

## Origine du nom
La voie est ainsi nommée car elle permet en partie de rejoindre la ville de Suresnes, à l'ouest du bois. Il faut ensuite emprunter la route de Sèvres-à-Neuilly puis la route de Suresnes.